# Fresnillo de las Dueñas
Ne doit pas être confondu avec Fresnillo (Mexique).
Fresnillo de las Dueñas est une commune d’Espagne, dans la province de Burgos, communauté autonome de Castille-et-León. Cette localité est également vinicole, et fait partie de l’AOC Ribera del Duero.

## Source
- (es) Cet article est partiellement ou en totalité issu de l’article de Wikipédia en espagnol intitulé « Fresnillo de las Dueñas » (voir la liste des auteurs).